# Џејмс Хорнер
Џејмс Рој Хорнер (енгл. James Roy Horner; Лос Анђелес, 14. август 1953 — Национални парк Лос Падрес, 22. јун 2015) био је амерички композитор, диригент и оркестратор филмске музике. Био је познат по интеграцији хорских и електронских елемената, као и по честој употреби мотива повезаних са келтском музиком.
Прва филмска музика коју је компоновао била је за филм Дама у црвеном из 1979. године, али се као еминентни филмски композитор афирмисао тек својим радом на музици филма Звездане стазе II: Канов гнев из 1982. године. Музика за Титаник Џејмса Камерона је најпродаванији филмски саундтрек свих времена. Написао је и музику за филм са највећом зарадом свих времена, Аватар Џејмса Камерона. Хорнер је такође компоновао музику за значајне филмове као што су: Звездане стазе III: Потрага за Споком (1984), Осми путник 2 (1986), Поље снова (1989), Драга, смањио сам децу (1989), Ракеташ (1991), Маска Зороа (1998), Дубоки удар (1998), Блистави ум (2001) и Чудесни Спајдермен (2012).
Хорнер је сарађивао на више пројеката са редитељима као што су: Дон Блат, Џејмс Камерон, Џо Џонстон, Волтер Хил, Рон Хауард, Вес Крејвен, Фил Нибелинк и Сајмон Велс, продуцентима: Џорџ Лукас, Дејвид Киршнер, Џон Ландау, Брајан Грејзер и Стивен Спилберг, као и текстописцима: Вил Џенингс, Бари Ман и Синтија Вејл. Освојио је два Оскара, шест награда Греми, две награде Златни глобус, три награде Сателит, три награде Сатурн и номинован је за три награде БАФТА.
Хорнер, који је био страствени пилот, погинуо је у 61. години у једној несрећи док је летео својим турбоелисним авионом, Short Tucano.